# Oleodinamica
L'oleodinamica è una branca della fluidodinamica che trova applicazione in ingegneria meccanica e si occupa dello studio della trasmissione dell'energia tramite fluidi in pressione, in particolare l'olio idraulico (vettore energetico).
Nella tipica applicazione oleodinamica, la portata d'olio generata da una pompa all'interno di un circuito oleodinamico viene utilizzata per muovere un martinetto o un motore idraulico a seconda che l'effetto meccanico desiderato (forza o coppia) sia lineare o rotatorio. Un classico attuatore lineare oleodinamico è il cilindro, costituito da una camicia in cui scorre un pistone, il quale spinge uno stelo che esplica il moto. Per il moto rotatorio basti pensare alle ruote delle macchine movimento terra come gli escavatori o grandi trattori agricoli, oppure pensare agli argani per issare le reti dei pescherecci dove servono coppie elevate e solitamente velocità angolari modeste.
Il settore oleodinamico è in forte espansione a livello mondiale grazie alla sua grande capacità di gestire notevoli potenze tramite componentistica di dimensioni e pesi ridotti rispetto a tecnologie alternative. L'Italia occupa un ruolo di punta nel mercato europeo ed è tra i primi 5 produttori mondiali di componenti oleodinamici.

## Componenti di un sistema oleodinamico
Analogamente a quanto avviene in un sistema pneumatico, in quello oleodinamico si devono avere:
- un gruppo generatore in cui si ha la trasformazione di energia meccanica in energia idraulica;
- un gruppo di controllo in cui il fluido viene condizionato facendo assumere ad esso determinati valori di pressione e portata e distribuendolo ove necessario;
- un gruppo di utilizzo formato da attuatori di diverso tipo.

Un sistema oleodinamico può essere composto dai seguenti componenti, all'interno dei quali scorre il fluido di lavoro:

### Centralina oleodinamica
In essa si hanno:
- un motore asincrono elettrico trifase;
- una pompa immersa;
- una lanterna per proteggere il giunto;
- un giunto elastico;
- un filtro in aspirazione;
- una valvola limitatrice di pressione;
- un manometro;
- un rubinetto per escludere il manometro;
- un filtro allo scarico;
- uno scambiatore di calore;
- un tappo di carico;
- un indicatore per il livello dell'olio;
- degli anelli per il sollevamento;
- un tappo di scarico serbatoio;
- un coperchio.

## Circuito oleodinamico

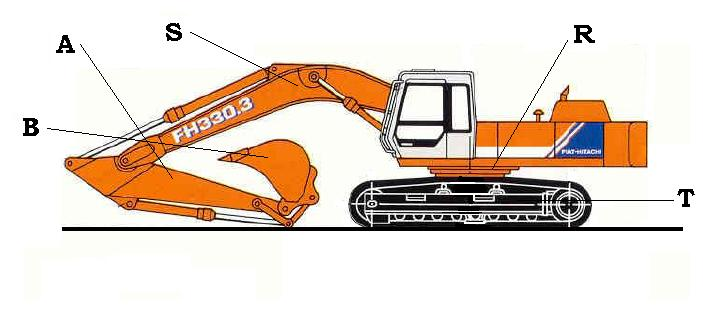
Schema di un escavatore idraulico Fiat Hitachi FH 330

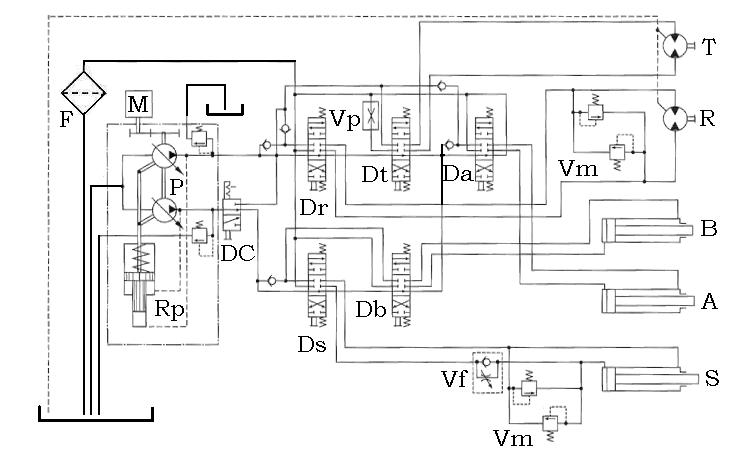
Schema funzionale dell'impianto di un escavatore idraulico

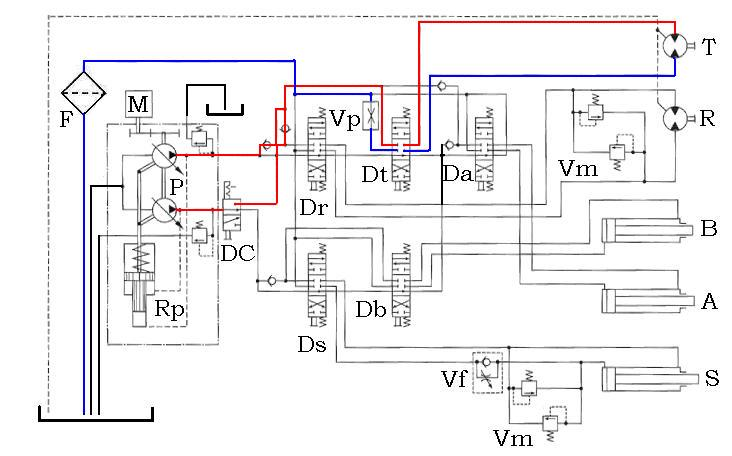
Circuito di alimentazione della traslazione rapida (Ramo di alta pressione in rosso e di bassa in blu)

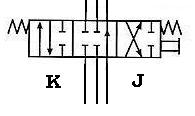
Distributore 3/6

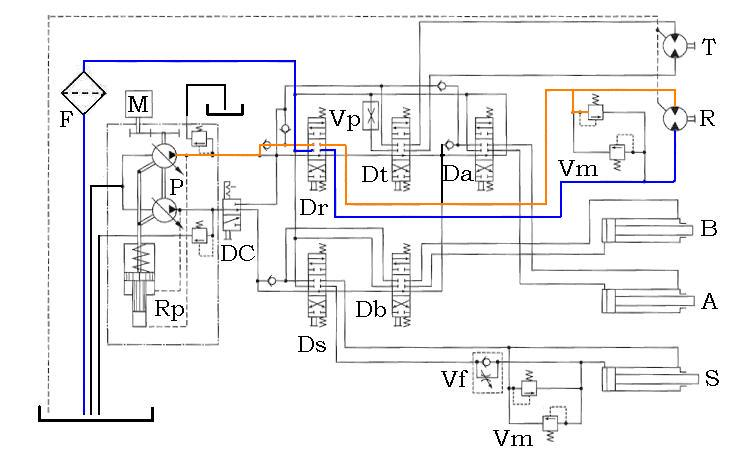
Circuito di alimentazione della rotazione(Ramo di alta pressione in arancione e di bassa in blu)

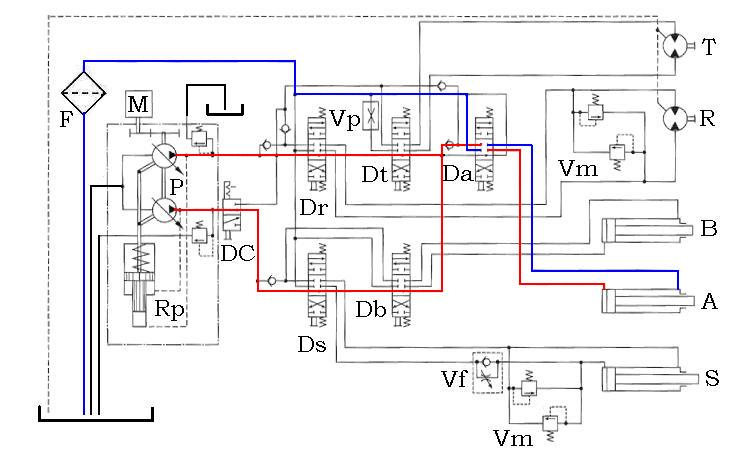
Circuito di alimentazione del bilanciere(Ramo di alta pressione in rosso e di bassa in blu)

Il circuito oleodinamico oggetto della trattazione è quello di funzionamento di un escavatore idraulico di cui la figura di fianco.
Confrontando lo schema dell'escavatore idraulico e lo schema funzionale dell'impianto è possibile distinguere i seguenti circuiti:
- (T) il circuito di traslazione che permette l'azionamento dei cingoli;
- (R) il circuito che permette la rotazione della torretta;
- (S) il circuito di movimentazione del monoblocco;
- (A) il circuito di movimentazione del bilanciere;
- (B) il circuito di movimentazione della benna.

Il circuito è alimentato tramite un doppio circuito ad alta pressione dotato di 2 pompe a pistoni assiali e a piastra inclinata (quindi a portata variabile) (P) calettate entrambe sullo stesso albero del motore primo a ciclo diesel. Le pompe sono dotate quindi anche di regolatore a somma di potenze(Rp). La pompa destra alimenta il circuito di movimentazione della benna e quello di sollevamento del monoblocco mentre la pompa di sinistra alimenta il circuito di movimentazione del braccio penetratore, di rotazione e di traslazione, quest'ultima che avviene tramite motori idraulici a pistoni assiali completamente reversibili. Sono presenti nel circuito, il centro di distribuzione a 5 assi, dotato di distributori 6/3 e il distributore (DC) del tipo 3/2.
Un escavatore è caratterizzato dalla capacità di eseguire 2 movimenti in maniera del tutto indipendente. Questo è permesso dalla presenza di 2 unità idrostatiche primarie indipendenti.
Circuito di azionamento dei motori idraulici per la traslazione (T).Il distributore è il Dt. I motori sono montati generalmente a scomparsa nei cingoli. Il circuito è, in fase di lavoro, alimentato dalla pompa alta, ma come vedremo, in fase di trasferimento, cioè quando la macchina deve affrontare dei lunghi spostamenti, è coadiuvata dalla pompa bassa. Immaginiamo ora che il verso orario dia lo spostamento in avanti e quello antiorario la marcia indietro. Per ottenere la marcia avanti il cursore del distributore va portato nella posizione J, mentre per ottenere la retromarcia il cursore va portato nella posizione K. In entrambe la configurazioni, allo scarico del circuito, quindi sul ramo di bassa pressione, è presente una valvola di regolazione della portata a taratura fissa Vp. Questa permette, quando si affronta una discesa, che il mezzo non scenda in maniera incontrollata regolando così la velocità che risulterà essere la medesima sia in fase di salita, con qualunque grado di pendenza, che in fase di discesa. Azionamento del distributore DC. Come detto, per lunghi spostamenti, in cui sono richieste, ovviamente, velocità maggiori, la pompa bassa assiste quella alta nell'alimentazione del circuito di movimentazione dei motori idraulici (T). Questo risultato lo si ottiene attivando il distributore in questione (DC), mettendo così in collegamento la pompa di destra con il circuito di traslazione. Aumentando la portata aumenterà la velocità di rotazione degli motori idraulici e di conseguenza dei cingoli.
Circuito di azionamento dei motori idraulici per la rotazione della torretta (R). Il distributore è il Dr. La pompa di alimentazione è quella alta. Volendo ottenere la rotazione in senso antiorario della torretta il cursore del distributore va portato nella configurazione K. È presente, per sezionare il circuito in caso di pericolo, la valvola di massima pressione (9) che mette in collegamento il ramo di alta con il ramo di bassa pressione nel caso in cui la pressione del circuito superi il valore critico per il quale è tarata la molla della valvola. Per ottenere la rotazione in senso orario della torretta basterà portare il cursore sulla posizione J. È da notare la presenza della valvola di massima pressione.
Circuito di movimentazione del braccio penetratore (A). Il distributore in questione è il Da. La pompa che alimenta il circuito è quella di sinistra a cui può eventualmente sommarsi la pompa di destra. Per ottenere il sollevamento del martinetto idraulico il cursore del distributore deve portarsi nella configurazione J, mentre volendo richiamare il martinetto il cursore va portato nella configurazione K. Se il cursore è portato al centro, l'olio va a finire direttamente nel serbatoio. Come detto la pompa di destra può assistere la pompa di sinistra nell'alimentazione del circuito del braccio penetratore quando l'escavatore è impegnato, ad esempio, nella rottura di superfici particolarmente compatte dove è necessaria la massima potenza.
Esclusione dei distributori Ds e Db. Quando i distributori 7Ds e 7Db hanno il cursore in posizione centrale, cioè sono bypassati, è attiva in entrambi la presa idraulica di destra del compartimento centrale indicata come presa idraulica di bypass. In questo frangente la pompa di destra collabora con quella di sinistra nell'alimentare il distributore Da.
Circuito che permette la movimentazione del monoblocco (S). Il distributore in questione è il Ds. Questo circuito è alimentato dalla pompa di destra. Volendo sollevare il martinetto oleodinamico, che solleva a sua volta il monoblocco, si agisce sul distributore posizionando il cursore sulla configurazione J. In questa posizione, si nota osservando il compartimento centrale che le prese idrauliche di destra vengono chiuse, attivando le prese, centrali e di sinistra. Se la pressione durante il sollevamento supera un valore prestabilito, in funzione dell'integrità di tutto il circuito, la valvola di massima pressione Vm, si apre mettendo in comunicazione il condotto di alta con il condotto di bassa pressione. Volendo abbassare il martinetto, per far scendere il monoblocco, si posiziona il cursore sulla configurazione K. È presente anche in questo caso la valvola di massima pressione Vm ed in più la valvola di freno Vf. Questa valvola, che come si vede si aziona solo quando il condotto a cui è accoppiata è percorso dall'olio in fase di scarico, serve per evitare la brusca caduta del monoblocco.
Circuito che permette l'azionamento della benna (B). Il distributore è il Db. Questo circuito è ancora alimentato dalla pompa di destra. Per ottenere il sollevamento del martinetto idraulico e quindi la chiusura della benna, il cursore del distributore va posto nella posizione J. Per ottenere invece l'apertura della benna il cursore va posto nella configurazione K.

## Pompa

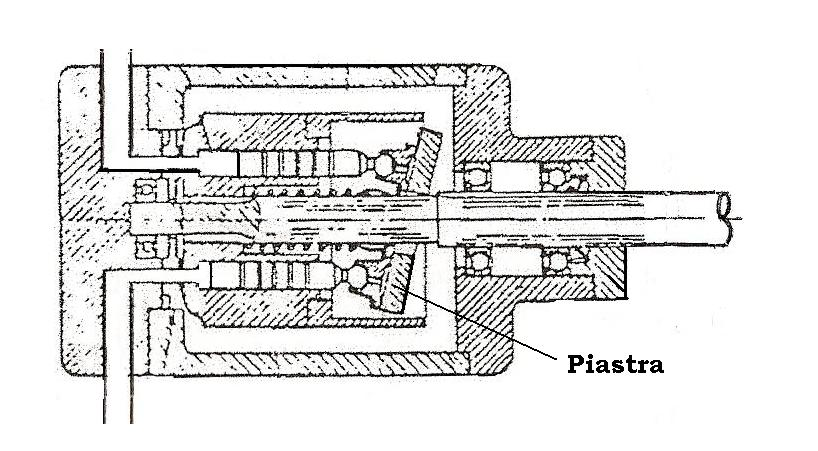
Sezione di una pompa a pistoni assiali e a piastra inclinata

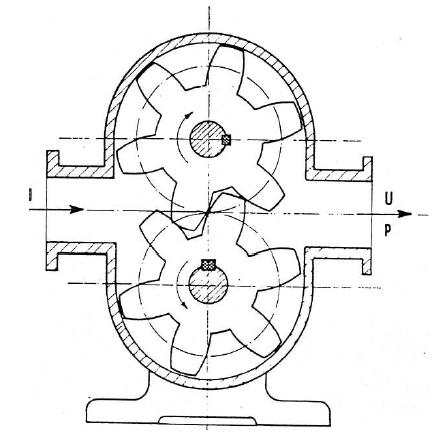
Sezione di una pompa ad ingranaggi esterni

Le pompe quando utilizzate in un circuito idrostatico sono normalmente di tipo volumetrico, in quanto vengono richiesti, nel caso di tali circuiti, elevati salti di pressione, nell'ordine di centinaia di bar. Come noto le pompe volumetriche possono essere sia di tipo rotativo che di tipo alternativo; di tipo rotativo sono le pompe ad ingranaggi, mentre di tipo alternativo sono le pompe a pistoni. Entrambe le tipologie di pompe fin qui descritte, possono funzionare sia da unità idrostatica primaria che da secondaria (motori idraulici) ed in particolare le pompe a pistoni assiali possono anche funzionare a portata variabile. Esistono diverse tipologie di pompe ma le più diffuse nei circuiti idrostatici sono quelle a pistoni assiali e quelle ad ingranaggi esterni.

### Pompa a pistoni assiali
La pompa a pistoni assiali dotata di piastra inclinata è una tipologia di pompa in cui il blocco cilindri è calettato direttamente sull'albero di azionamento e gira con esso. Nel blocco cilindri sono presenti un certo numero di cavità cilindriche, corrispondenti ad altrettanti stantuffi, operanti in stretta tolleranza. Mettendo in rotazione il blocco cilindri mediante l'albero di azionamento, il movimento alternativo che provoca l'effetto di pompaggio è conferito agli stantuffi da una piastra ferma, inclinata dell'angolo γ rispetto all'asse del blocco cilindri, sulla quale poggiano le estremità degli stantuffi stessi. L'ingresso e l'uscita dell'olio si ottengono mediante una piastra di distribuzione fissa, sulla quale sono fresate due luci di scarico ad arco.
Durante il mezzo giro in cui, uno degli stantuffi compie “la discesa” dal PMS al PMI (movimento di aspirazione dell'olio), l'apertura esistente sul fondo del corrispondente cilindro passa davanti alla luce in comunicazione con l'attacco di aspirazione. In questo modo il cilindro si riempie di olio.
Nel mezzo giro successivo l'apertura del cilindro passa davanti alla seconda luce, che si trova in comunicazione con l'attacco di mandata e proprio in quel momento lo stantuffo compie il movimento di “risalita”, dal PMI al PMS, espellendo l'olio precedentemente immagazzinato.
Agendo sul dispositivo di comando dell'inclinazione della piastra, si può variare il valore dell'angolo γ e quindi la corsa degli stantuffi nei relativi cilindri; in conseguenza di ciò varia la portata erogata. Quando l'inclinazione della piastra viene annullata, il moto oscillante degli stantuffi cessa e l'erogazione si interrompe. Se l'inclinazione viene invertita, la luce fissa, che prima era di aspirazione, diviene ora di mandata e viceversa. Si ottiene così l'inversione del flusso (evenienza tipica nei motori idraulici, che sono poi pompe funzionanti al contrario, calettati sulle pulegge motrici delle macchine movimento terra cingolate).

### Pompa ad ingranaggi esterni
La pompa ad ingranaggi esterni è costituita di 2 ruote dentate ad assi paralleli che ruotano in una cassa che presenta il profilo esterno dei denti. Durante loro la rotazione i denti delle due ruote, entrando in presa dal lato di mandata (in figura indicato con la lettera U), espellono l'olio contenuto nei vani interdentali, mentre il volume che si forma all'uscita dei denti dall'ingranamento provoca l'aspirazione dell'olio nei vani medesimi. In tal modo la pompa ad ingranaggi esterni può essere assimilata ad una pompa a pistoni nella quale ogni vano interdentale rappresenta un cilindro in cui, come un pistone, agisce un dente.

### Messa in scarico della pompa
In un circuito oleodinamico può avvenire di non avere necessità di avere del fluido in pressione con continuità; pertanto non occorrendo momentaneamente l'alimentazione, si potrebbe arrestare la marcia del motore ma, soprattutto per impianti medio grandi, si avrebbero notevoli assorbimenti di energia per i ripetuti riavvii del motore e si correrebbe anche il rischio di bruciarlo.
In sostituzione a questo dannoso sistema è possibile utilizzare una valvola limitatrice di pressione con attacco venting che metta in scarico la pompa. Se la valvola limitatrice è di tipo proporzionale, è in aggiunta possibile, scaricando verso il serbatoio una frazione di flusso variabile a piacimento, controllare il regime di rotazione di un eventuale motore idraulico.

## Serbatoio
Recipiente di capacità opportuna, tipicamente di materiale metallico o plastico. Deve essere in grado di dissipare il calore generatosi durante il funzionamento dell'impianto.
È importante monitorare costantemente il livello dell'olio e la temperatura, quindi il serbatoio è spesso dotato di un termometro o di un sensore di temperatura, e di un indicatore di livello dell'olio, che può essere una fessura trasparente, o un'asta graduata, o un galleggiante.
Nei circuiti oleodinamici aperti, dove il fluido nel serbatoio non è sotto pressione, è importante anche la presenza di un foro di sfiato per permettere all'aria di entrare ed uscire nel serbatoio al fine di compensare gli spostamenti del fluido all'interno del circuito.
Essenziale è il corretto dimensionamento, in genere esso deve avere un volume pari a 15-90 volte la portata della pompa espressa in l/s, a seconda che si tratti di impieghi intermittenti o molto gravosi.

## Filtro

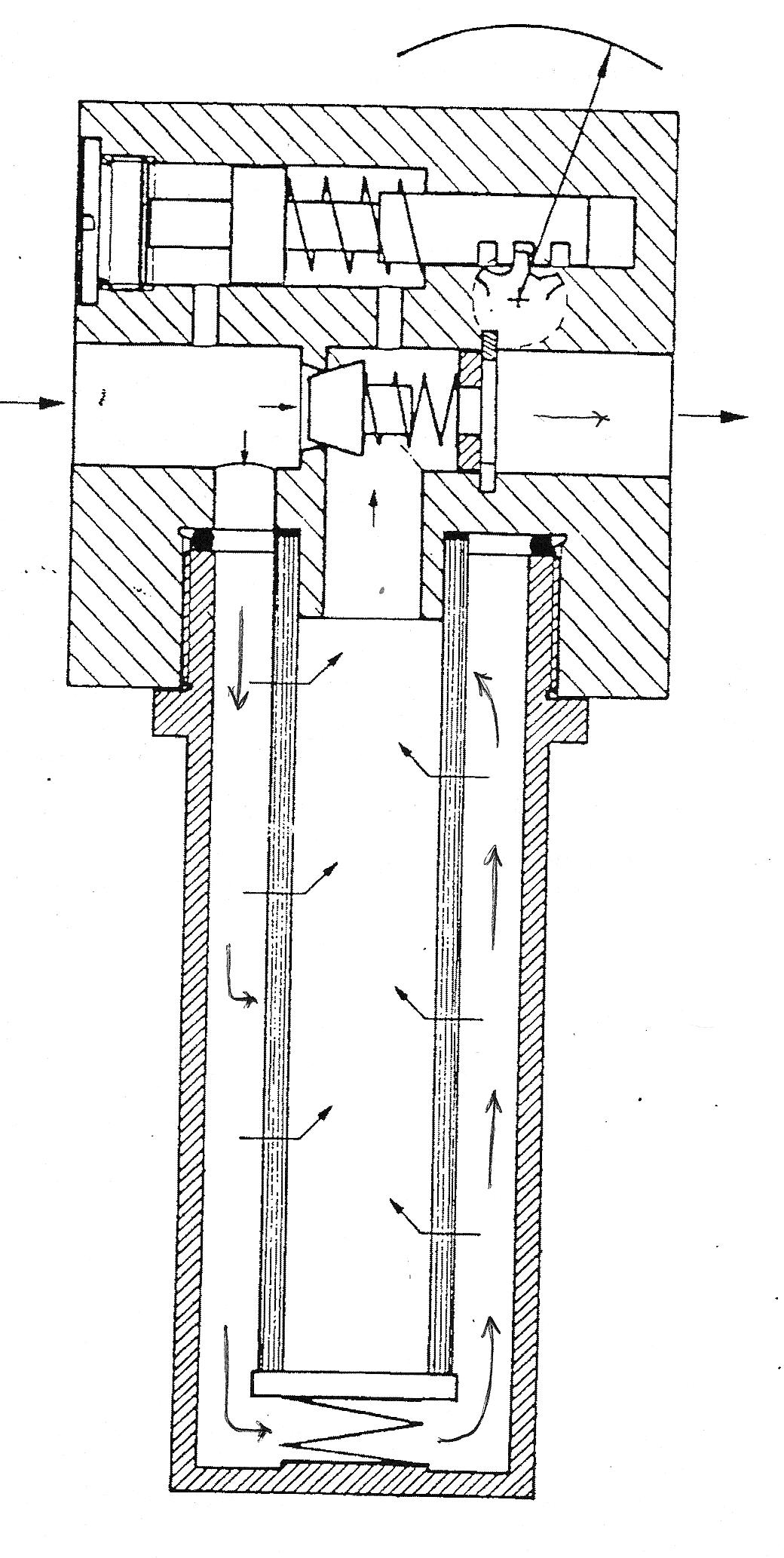
Sezione di un filtro oleodinamico

Può essere messo all'aspirazione, alla mandata o in scarico a seconda delle esigenze che si hanno:
- se il filtro viene posto all'aspirazione, con pompe volumetriche si ha un flusso costante che determina un miglioramento del potere filtrante; inoltre tutto il fluido viene filtrato. Tuttavia, il filtro non può avere un potere filtrante troppo spinto, per evitare, nel suo attraversamento, una eccessiva caduta di pressione, che potrebbe portare a fenomeni di cavitazione. Tale fenomeno è dannoso in quanto le bolle di gas presenti nel fluido non vengono trascinate uniformemente, ma determinano dei moti vorticosi; si hanno di conseguenza una notevole rumorosità e vibrazioni della pompa; quest'ultima viene erosa e corrosa a causa del formarsi e riassorbirsi di bolle gassose che generano delle forze pulsanti che ne vaiolano le pareti, sia a causa dell'ossigeno disciolto che innesca fenomeni corrosivi.
- il filtro può essere inserito anche in mandata, cioè immediatamente dopo la pompa. In questo caso possono usarsi filtri con un potere filtrante molto spinto; questa soluzione viene quindi utilizzata nei casi in cui la presenza di contaminante nel circuito deve essere molto ridotta o quando non esiste la possibilità di montare il filtro altrove.
- il filtro può essere posto allo scarico; si pone al suo fianco una valvola unidirezionale in parallelo al filtro per evitare che la differenza di pressione raggiunga valori troppo elevati provocandone la rottura. Possono crearsi delle contropressioni che influenzano il comportamento di alcuni componenti.

Purifica il fluido dalle impurità che si generano durante il funzionamento dell'impianto, trattenendo le particelle indesiderate al loro passaggio. I filtri sono caratterizzati dalla quantità di particelle che riescono a trattenere, a dalla dimensione minima di tali particelle.
I filtri si diversificano in due tipologie:
- filtri di superficie: costruiti in tela o in maglia metallica, questi ultimi più robusti, in pratica trattengono le impurità sulla loro superficie.
- filtri di profondità: vengono realizzati con feltro, carta o metalli sinterizzati quali bronzo, titanio, acciaio inossidabile, ecc. In essi sono presenti prevalentemente dei fori ciechi, cioè non passanti, che bloccano le particelle che vi penetrano.

A seconda della caduta di pressione che si rileva sul filtro, si può stabilire quando questo è eccessivamente intasato ed è quindi richiesta una sostituzione.

## Attuatori
L'attuatore trasforma l'energia prodotta dalla pompa e trasportata dal fluido, in energia meccanica. Tipici attuatori sono i cilindri idraulici ed i motori idraulici, questi ultimi presentano spesso forti analogie costruttive con le pompe (seppur possano prevedere degli accorgimenti tecnici supplementari come ad esempio una condotta separata di drenaggio, diretta al serbatoio, che evita un carico eccessivo sulla guarnizione dell'albero), svolgendo esattamente la funzione inversa.

### Cilindri oleodinamici

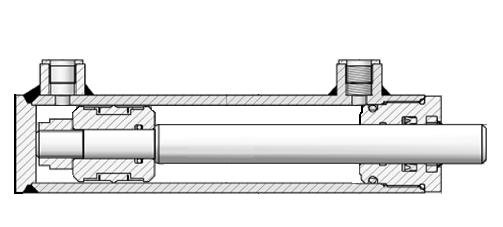
Sezione di un cilindro oleodinamico

I cilindri che si impiegano in oleodinamica sono sostanzialmente simili a quelli utilizzati in pneumatica. Si hanno quindi cilindri a semplice e a doppio effetto e in aggiunta, cilindri telescopici. Per costruirli vengono utilizzati materiali più resistenti come l'acciaio.
I cilindri sono costituiti da due testate tra cui è interposta una camicia; esse sono tenute insieme da quattro tiranti, lo stelo viene guidato da due boccole di guida. Nei cilindri a singolo effetto in più è presente una molla che determina la corsa di ritorno del pistone.
Nei cilindri telescopici si ottengono delle corse elevate pur avendo in posizione di riposo un ingombro ridotto.

## Accumulatore
Dispositivo che accumula energia ricevuta dal circuito per restituirla quando richiesto. Svolgono anche la funzione di attutire eventuali picchi di pressione e colpi d'ariete.

Spesso sono installati in batteria per aumentarne la capacità. Si può trovare una corrispondenza con i vasi di espansione utilizzati nelle caldaie e in altri circuiti idraulici.

Accumulatori tipici
A molla
A peso
A gas

## Regolatori di potenza

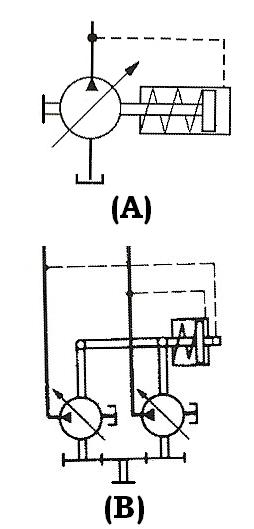
Schema circuitale di: (A) Regolatore di potenza semplice. (B) Regolatore a somma di potenze.

### (A) Regolatore di potenza semplice
Sono dispositivi in grado di modificare la portata erogata dalla pompa a portata variabile a cui sono asserviti. Nel caso analizzato il dispositivo genera una variazione della cilindrata inversa alla variazione di pressione. In parole povere all'aumentare della cilindrata la pressione diminuisce. Quest'azione è regolata dalla legge 
pV = cost. Dato che la portata volumetrica è Q = nV, dove n sono gli [rpm] e V la cilindrata [cc], il prodotto pV in presenza di un regime di rotazione costante, della pompa, equivale al prodotto pQ. Il prodotto pQ a sua volta corrisponde alla potenza idraulica erogata. Ecco che allora il regolatore permette lo sfruttamento di tutta la potenza a disposizione, per l'azionamento della pompa, nel “range” di valori di pressione compresi tra la pressione di inizio regolazione e la pressione massima per la quale è dimensionato il sistema.

### (B) Regolatore a somma di potenze
Quest'altro dispositivo viene utilizzato quando si è in presenza di un circuito oleodinamico alimentato da una coppia di pompe a portata variabile calettate sull'albero del medesimo motore primo. Esso ha lo scopo di ottimizzare lo sfruttamento della potenza a disposizione delle due pompe. Il regolatore ottiene questo risultato mantenendo costante la potenza totale assorbita dal motore, potenza totale che è la somma delle potenze assorbite dalle singole pompe. Come detto, essendo per definizione la potenza totale assorbita mantenuta costante, se una delle due pompe lavora in un certo periodo con pressione bassa, il surplus di potenza a disposizione può essere interamente sfruttato dall'altra pompa nello stesso periodo.

## Valvole
Esistono valvole per il controllo della pressione del flusso di fluido (massima pressione, riduttrici di pressione) e valvole per il controllo della portata (non ritorno, distribuzione, selezione, regolazione, ecc.). 
Grazie all'uso delle valvole si riesce a dare una logica di funzionamento ad un impianto oleodinamico e se ne può garantire la sicurezza con opportuno utilizzo.

### Valvole di massima pressione o limitatrice di pressione

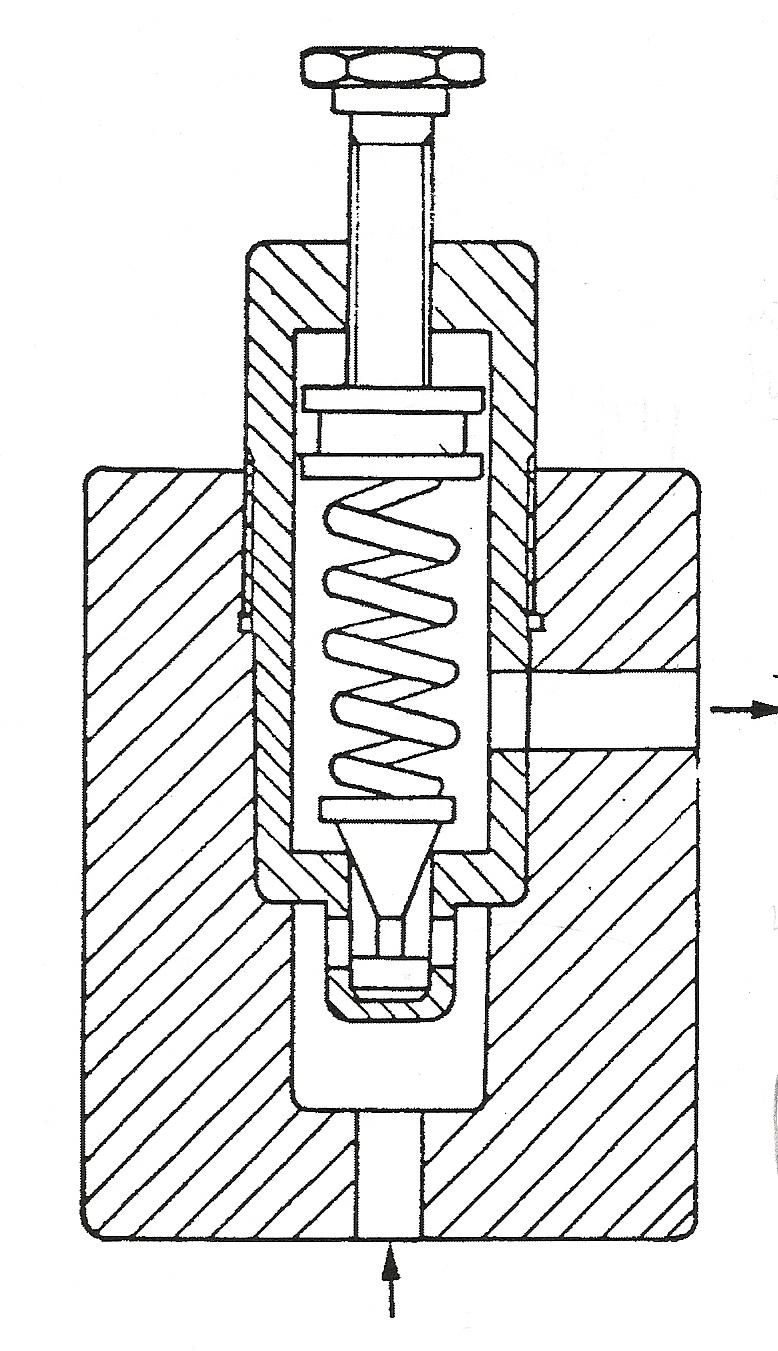
Sezione della valvola di massima pressione.

In un circuito oleodinamico, se non si prevedono opportuni dispositivi, la pressione tende a crescere sempre più sino a danneggiare sia la pompa che tutte le altre componenti del circuito.
Sono valvole dette "normalmente chiuse", cioè in condizioni di riposo non lasciano passare del fluido ed evitano che nell'intero circuito si superi una pressione prefissata. Esse sono poste in derivazione alla linea.
In particolare si ha che un pistone giunto a fine corsa incontra una resistenza elevatissima e pertanto la pressione dell'olio tende a raggiungere valori tali da portare alla rottura di qualche componente. Pertanto dev'esser sempre presente una valvola limitatrice di pressione.
Queste valvole sono di diversi tipi:
- Valvole limitatrici di pressione a comando indiretto;
- Valvole limitatrici di pressione con attacco venting.

## Distributori idraulici (Valvole distributrici oleodinamiche)

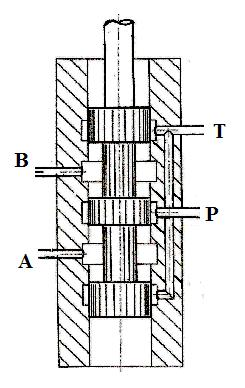
Sezione del cursore di un distributore 4/3

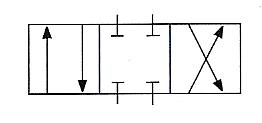
Simbolo circuitale di un distributore 4/3 a centro chiuso

Tra le unità idrostatiche primarie, le pompe e le unità idrostatiche secondarie, i cilindri oleodinamici e i motori idraulici, non è da dimenticare l'esistenza di tutto un impianto oleodinamico che permette il collegamento tra le prime e i secondi e che consente di conseguenza l'espletamento di tutti i movimenti di lavoro richiesti. L'elemento più importante, ovviamente dopo le tubazioni, è sicuramente il distributore idraulico a cassetti che permette la distribuzione dell'olio in pressione a tutte le utenze, consentendo in particolare, la ripetizione, l'interruzione e l'inversione dei movimenti di lavoro.
Qui di fianco è schematizzato un distributore 4/3 a tre posizioni. Nella notazione usata 4 indica il numero di prese idrauliche per ogni posizione e 3 il numero di posizioni.
Nella sua forma più semplice, esso, come è facile osservare, è un tubo di acciaio, con pareti molto spesse di sezione circolare, che sulla carcassa presenta 4 fori che mettono in collegamento, con altrettanti canali, la parte esterna con la parte interna del tubo. La sezione interna del tubo è divisa in scompartimenti, i cassetti del distributore, da un albero a sezione variabile, detto Cursore, che in tre punti presenta sezioni molto maggiori, molto simili alle tenute del pistone di un cilindro oleodinamico. Il cursore rappresenta la parte mobile, del distributore, potendo scorrere nel tubo e la sua funzione è quella di direzionare il flusso di olio, dal canale di ingresso P (pump - pompa), dal quale l'olio entra alla pressione conferitagli dalla pompa, alle uscite possibili, che sono indicate dalle lettere A e B.
Immaginando che il condotto P rappresenti l'ingresso, mentre il condotto T (tank - serbatoio) l'uscita, di un attuatore rotativo, per attivare il motore, l'albero va fatto scorrere, con riferimento al disegno, verso l'alto, fino a scoprire l'ingresso del condotto P, in comunicazione con A e l'ingresso del condotto T in comunicazione con B, il quale condotto è in comunicazione con la tubazione di bassa pressione.
Avviene a questo punto l'azionamento dell'attuatore rotativo. Quando si vuole interrompere il movimento, basta portare l'albero in una posizione tale per cui l'ingresso al condotto P e T è bloccato. In questa configurazione si dice che il distributore è stato portato “al centro”. Per invertire il moto basterà far scorrere l'albero verso il basso, così da mettere in collegamento il condotto T con il condotto A e il condotto P con il condotto B. Il distributore descritto è del tipo a centro chiuso. questo sta a significare che quando il distributore è portato al centro l'olio, per tornare a serbatoio, necessita di una valvola di massima pressione a monte del distributore.
Il simbolo circuitale rappresentante un distributore 4/3 a centro chiuso è dato dalla figura di fianco.

### Valvole riduttrici di pressione
Queste valvole a differenza delle limitatrici, sono dette "normalmente aperte" e garantiscono che solo in un determinato tratto del circuito a valle si abbia una pressione costante, sempre che nel circuito vi siano le opportune resistenze. Esse sono poste in linea con l'utilizzatore.
Anche le valvole riduttrici di pressione si hanno:
- Valvole riduttrici di pressioni a comando diretto;
- Valvole riduttrici di pressioni a comando indiretto.

### Valvole di sequenza
Le valvole di sequenza sono impiegate nei circuiti in cui la successione dei movimenti deve essere determinata dalla pressione del circuito stesso. Possono essere realizzate con diversi intervalli di regolazione. Le dimensioni ridotte di queste valvole ne consentono l'utilizzo per molti impieghi come ad esempio in attrezzature di bloccaggio. È sufficiente una sola linea per collegare l'attrezzatura alla centralina idraulica.

## Scambiatore di calore
Dispositivo spesso indispensabile per contenere l'innalzamento della temperatura del fluido di lavoro favorendo lo scambio di calore tipicamente con aria o acqua. In rari casi gli scambiatori possono essere utilizzati per aumentare la temperatura del fluido di lavoro.

## Sistemi di connessione
Componenti indispensabili per connettere tra loro tutte le parti dell'impianto: tubi rigidi, tubi flessibili, raccordi, adattatori, flange, blocchi di distribuzione.

## Strumenti di misura e sensori
Per rilevare pressione, portata, temperatura, posizione, velocità, livello di un liquido e altre grandezze di interesse.

## L'olio o fluido di lavoro
In oleodinamica l'olio è un componente che interagisce con tutti i componenti del circuito. Il suo ruolo principale è quello di trasportare l'energia dal generatore all'utilizzatore, ma non va dimenticata la sua importante funzione lubrificante e di asportatore di calore, che evita l'usura e l'installazione di ingombranti sistemi di raffreddamento per i componenti del circuito.
Sul mercato esistono diversi tipi di fluidi di lavoro che vengono scelti seguendo le caratteristiche: viscosità, capacità lubrificante, resistenza all'invecchiamento, igroscopicità, elevato punto di fiamma, bassa nocività.
Il principale svantaggio dell'oleodinamica rispetto alla pneumatica è l'utilizzo di un fluido di lavoro costoso e difficile da gestire, in quanto potenzialmente inquinante in caso di perdite delle guarnizioni o di errato smaltimento, ed è per questo motivo che si vanno diffondendo sistemi oleodinamici di nuova generazione basati su fluidi diversi, come acqua (con opportuni additivi) o oli speciali.
Inoltre l'ossidazione dell'olio ad opera dell'aria in seguito a riscaldamento, sbattimenti, presenza di elementi metallici che fungono da catalizzatori, altera le caratteristiche chimiche e di viscosità del fluido. Vengono perciò aggiunti additivi chimici.

### Caratteristiche specifiche del fluido in impianti aeronautici
Oli a base minerale:
- Mil-H-5606: base minerale, infiammabile, piuttosto basso punto di infiammabilità, utilizzabile da -54 °C a 135 °C, di colore rosso, sviluppato nel 1940[3].
- MIL-PRF-6083: Utilizzabile da -54 °C a 135 °C, dove è richiesta la protezione dalla corrosione e quando non è possibile l'utilizzo del fluido MIL-PRF-46170 (FRH).  Ad eccezione dei componenti nei veicoli blindati da combattimento che richiedono FRH, il fluido idraulico viene utilizzato anche come fluido protettivo per impianti idraulici per aeromobili e componenti dove il MIL-H-5606 (OHA) o MIL-PRF-87257 è usato come fluido operativo[4].

Oli sintentici a base di idrocarburi: 
- Questi fluidi sintetici sono compatibili con gli oli idraulici a base minerale e sono stati sviluppati per abbassare il punto di infiammabilità dei fluidi idraulici a base minerale[3].
- Mil-H-83282: a base di idrocarburi sintetici, con un più alto punto di infiammabilità, autoestinguente, compatibile con il Mil-H-5606, di colore rosso per un uso -40 °C.
- Mil-H-87257: Uno sviluppo del Mil-H-83282 per migliorarne la viscosità a bassa temperatura.

## Applicazioni
- Aeronautica: impianti velivolo, flap, carrelli, timone, freni
- Marina: timoneria, verricelli, pinne stabilizzatrici, calettatura elica
- Veicoli: freni, sterzo, sospensioni attive
- Industria: presse oleodinamiche, macchine speciali
- Macchine movimento terra: escavatori idraulici (come esposto), pale caricatrici, dozer, terne
- Macchine agricole: trattori, mietitrebbie, macchine raccolta frutta o verdura, macchine per l'irrorazione di liquidi, aratri e attrezzi vari per l'agricoltura
- Mezzi di sollevamento: ascensori, montacarichi, carrelli elevatori, sollevatori telescopici, gru
- Sistemi ferroviari: deviatoi per linee ad alta velocità
- Veicoli Municipali: spazzatrici stradali, veicoli raccolta rifiuti, lavacassonetti